# ویلیام اچ. مک‌ریون
ویلیام اچ. مک‌ریون (انگلیسی: William Harry McRaven؛ زادهٔ ۶ نوامبر ۱۹۵۵)، دریابُد (امیر چهارستارهٔ) بازنشستهٔ نیروی دریایی ایالات متحده آمریکا است که از ۸ اوت ۲۰۱۱ تا ۲۸ اوت ۲۰۱۴ به عنوان نهمین فرمانده فرماندهی عملیات ویژه ایالات متحده آمریکا خدمت کرد. وی از سال ۲۰۱۵ تا ۲۰۱۸، ریاست سامانهٔ دانشگاه تگزاس را بر عهده داشت. 
مک‌ریون پیش‌تر از ۱۳ ژوئن ۲۰۰۸ تا اوت ۲۰۱۱ به عنوان فرمانده ستاد فرماندهی مشترک عملیات ویژه (JSOC) و از ژوئن ۲۰۰۶ تا مارس ۲۰۰۸ به عنوان فرمانده فرماندهی عملیات ویژه اروپا (SOCEUR) خدمت می‌کرد. وی علاوه بر وظایف خود به عنوان فرمانده فرماندهی عملیات ویژه اروپا ، به عنوان اولین مدیر مرکز هماهنگی نیروهای عملیات ویژه ناتو (NSCC) گمارده شد، جایی که وی مسؤول ارتقای توانایی‌ها و قابلیت همکاری همه نیروهای عملیات ویژه ناتو شد. مک‌ریون پس از بیش از ۳۷ سال خدمت در ۲۸ اوت ۲۰۱۴ از نیروی دریایی ایالات متحده آمریکا بازنشسته شد. او بیش از پانزده سال به عنوان فرمانده نیرو های ویژه آمریکا در عراق و افغانستان حاضر و همچنین وی در دستگیری صدام حسین، رهبر بعث عراق نقشی اساسی داشته است.

## زندگی نامه
ویلیام هری مک‌ریون در ۱۹ سالگی برای تحصیل از زادگاهش پینهارست در جورجیا به تگزاس رفت و ۳ سال در دانشگاه تگزاس تحصیل کرد . او بعد از ۵ سال تصمیم به حضور در دوره آموزشی نیروی دریایی ایالات متحده آمریکا گرفت و پس از رفتن به کالیفرنیا و به گفته خودش بعد از طی کردن مراحل بسیار سخت جزو ۳۰ نفری بود که از بین ۳۲۰ داوطلب انتخاب شده‌بود . مربیان وی اغلب فرماندگان و یا کهنه سرباز‌های جنگ ویتنام بودند.

او در عراق و افغانستان به عنوان فرمانده جوخه های ارتش امریکا و چندین سال به عنوان فرمانده نیروی دریایی و نیروهای ویژه آمریکا منسوب بود. او یکی از مامور های زندان صدام حسین بود و در یکی از کتاب هایش پس از دیدن وارد شدن رهبران جدید عراق به محل نگهداری صدام و واکنش او می‌نویسد:
وقتی در را باز کردم تا رهبران جدید عراق وارد شوند صدام بلند نشد پوز خندی زد و هیچ نشانه‌ای از پشیمانی در او نبود. بلافاصله چهار رهبر عراقی سرش فریاد کشیدند اما صدام با یک نگاه تحقیر آمیز، لبخندی مرگ بار نصیب آن‌ها کرد و از آن‌ها با احترام خواست که بنشینند. در چشمان رهبران عراقی ترس موج می زد در حالی که صدام دیگر تهدیدی برای حاضران در اتاق نبود. اگر هدف از ملاقات با صدام نشان دادن این بود که او دیگر قدرتی ندارد، این نقشه به شکل تحقیر آمیزی شکست خورده بود.
او در کتاب تخت خوابت را مرتب کن درباره یکی از فرمانده هایش با لقب موکی می گوید که او از فرماندهان جنگ ویتنام بود و وقتی کسی درست به وظایفش عمل نمی‌کرد او را موظف میکرد که از تپه‌ای ماسه ای به دورن موج ساحل کورونادو بپرد و آنقدر خودش را غلت بدهد تا شبیه کلوچه شکری بشود و تا پایان روز بایستی با همان لباس تمرین را ادامه  می داد. یک روز موکی که مردی قد بلند و قوی بود و در دوچرخه سواری و شنا تبحر و استعداد عجیبی داشت با دوچرخه تصادف کرد و قطع نخاع شد اما هیچگاه به خودش و دیگران شکایت نکرد بلکه او هنوز دوست من و جزو الهام بخش‌ترین انسان‌های زندگی من است. او در نکته پایانی یکی از کتاب هایش برای کسانی که قصد تغییر خود و دنیای اطراف را داردند، می‌نویسد:

1. وظایف هر روزتان را کامل انجام دهید.
2. فردی را پیدا کنید که واقعا خیر خواه شماست و به شما در زندگی کمک می کند.
3. زندگی اصلا عادل نیست و قطعا شکست‌هایی میخورید که گاهی جبران شدنی نیستند مثل موکی اما تسلیم نشوید و ادامه دهید.
4. ریسک کنید.
5. در لحظات سخت ناامید نباشید.
6. با زورگو‌ها مقابله کنید و دست شکست خورده‌ها را بگیرید.
7. هرگز و هرگز دست از تلاش نکشید، این مهم‌ترین نکته است.